# Dialekt środkowofrankoński
Dialekt środkowofrankoński – jeden z siedmiu dialektów środkowoniemieckich.
Na dialekt składają się następujące zespoły gwarowe:
- gwary rypuaryjskie
- gwary mozelsko-frankońskie

Z gwar mozelsko-frankońskich używanych na terenie Luksemburga wyewoluował język luksemburski.